# ミヒャエル・ハイボック
- ミヒャエル・ハイベック
- ミハエル・ハイベック
- ミハエル・ハイボック

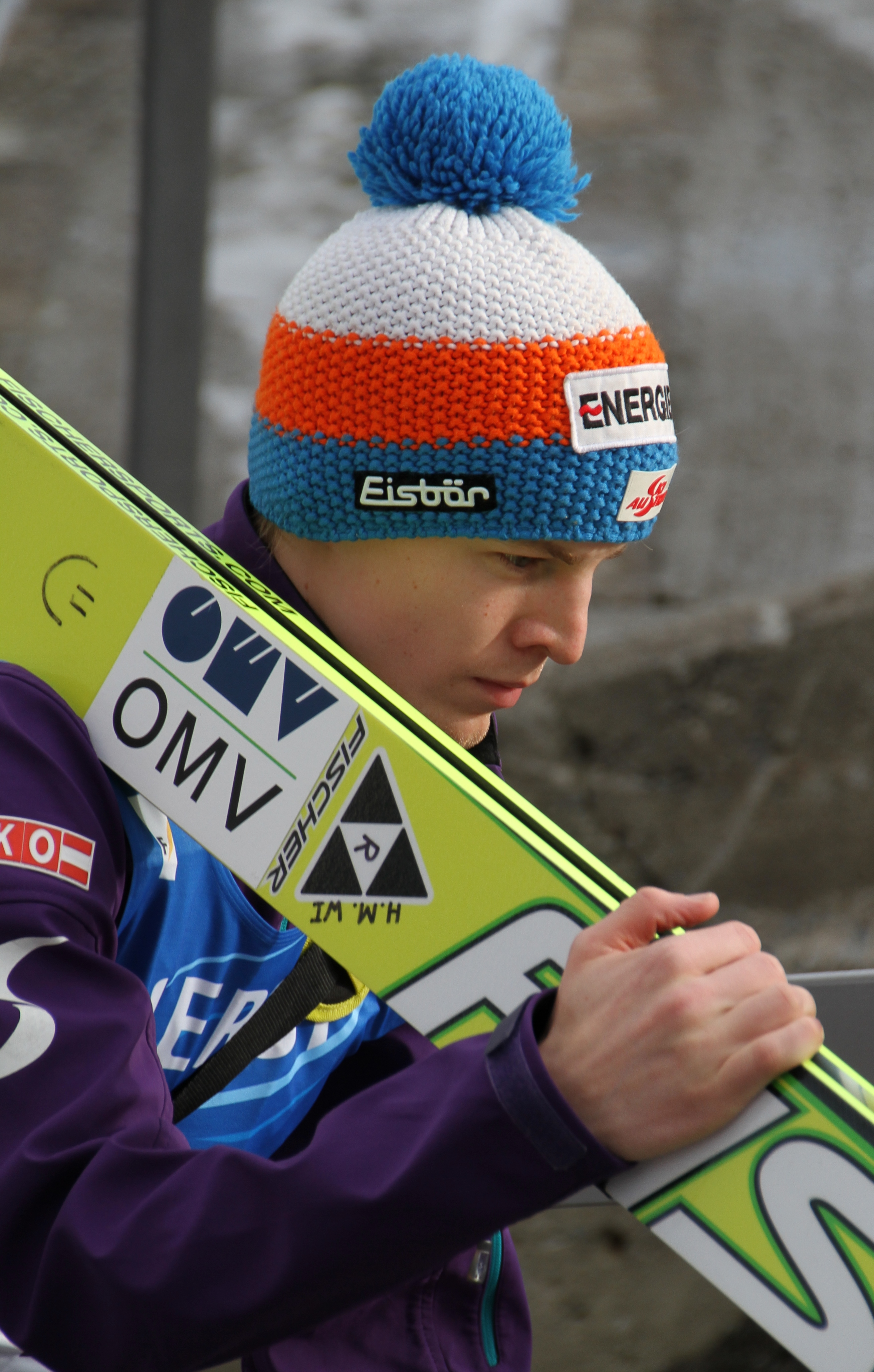
2012年3月 オスロ大会

ミヒャエル・ハイボック（Michael Hayböck、1991年3月5日 - ）は、オーストリア、オーバーエスターライヒ州リンツ出身の元スキージャンプ選手である。

## プロフィール
ハイボックは、2000年にUVB Hinzenbachでスキージャンプを始めた。2006年からナショナルBチームに所属した。ハイボックは、2005年にシュタムスのスキー学校に入学、2010年卒業後は軍隊に所属して競技を続けている。
2010年1月3日にスキージャンプ週間第3戦のインスブルック大会に開催国枠で出場、ワールドカップデビューを果たし、17位となってポイントも獲得した。2010年1月ドイツ、ヒンターツァルテンで開かれたノルディックスキージュニア世界選手権で優勝。2月のワールドカップドイツ 、ヴィリンゲン大会では個人戦6位、団体戦では3位となった。
オーストリアのナショナルチームは選手層が厚く、数年間はワールドカップと1ランク下のコンチネンタルカップを行き来するシーズンが続き、2009/10シーズンにはコンチネンタルカップ総合2位、2011-2012シーズンには同3位となった。
2013/14シーズンは12月のコンチネンタルカップで3連勝してワールドカップ組に昇格、1月24日のポーランド、ヴィスワ大会で自身初の表彰台（3位）となるなどしてソチオリンピック代表に選出された。ソチオリンピックではノーマルヒル5位、ラージヒルは8位と、ともに入賞を果たした。トーマス・モルゲンシュテルン、トーマス・ディートハルト、グレゴア・シュリーレンツァウアーと組んだ団体では、1番手を飛び銀メダルを獲得した。
2014/15シーズンはスキージャンプ週間のビショフスホーヘン大会で初優勝など表彰台に6回登壇し、総合5位であった。2015年ノルディックスキー世界選手権では男子団体銀メダルのメンバーとなった。
2015/16シーズンはラハティ大会2連戦とクオピオ大会まで3連勝を含む8回の表彰台で、総合4位で終えた。フライング世界選手権は団体銅メダルのメンバーとなった。
2016/17シーズンはエンゲルベルク大会優勝など4回の表彰台で、総合7位であった。2017年ノルディックスキー世界選手権は混合団体銀メダル、男子団体銅メダルのメンバーとなった。
2017/18シーズンは開幕前に負傷し、やや精彩を欠くシーズンとなった。平昌オリンピックでは、個人ノーマルヒル17位、個人ラージヒル6位、団体4位のメンバーとなった。フライング選手権は個人31位、団体5位であった。
2018/19シーズンは開幕からやや不調で、エンゲルベルク大会の10位が最高であった。2019年ノルディックスキー世界選手権は男子団体銀メダルであった。
2019/20シーズンはワールドカップにフル参戦し、ラハティ大会の3位が最高で、総合22位で終えた。
2020/21シーズンは、序盤にチーム内に新型コロナウイルス感染症が発生したため出場できない時期があり、最高順位はプラニツァ大会の4位で総合18位であった。フライング選手権は個人4位、団体6位であった。2021年ノルディックスキー世界選手権は個人ノーマルヒル7位、混合団体銅メダルのメンバーとなった。
2025年3月、ワールドカッププラニツァ最終戦のデモンストレーションジャンプをもって現役を引退した。

## 主な競技成績

### 冬季オリンピック
- 2014年ソチオリンピック ( ロシア)
  - 個人ノーマルヒル 5位
  - 個人ラージヒル 8位
  - 男子団体ラージヒル 2位
- 2018年平昌オリンピック ( 韓国)
  - 個人ノーマルヒル 17位
  - 個人ラージヒル 6位
  - 男子団体ラージヒル 4位

### 世界選手権
- 2015年ファールン大会 ( スウェーデン)
  - 個人ノーマルヒル 21位
  - 個人ラージヒル 14位
  - 男子団体ノーマルヒル 4位
  - 男子団体ラージヒル 2位
- 2017年ラハティ大会 ( フィンランド)
  - 個人ノーマルヒル 6位
  - 個人ラージヒル 11位
  - 男子団体ラージヒル 3位
  - 混合団体ノーマルヒル  2位
- 2019年ゼーフェルト大会 ( オーストリア)
  - 個人ノーマルヒル 9位
  - 個人ラージヒル 14位
  - 男子団体ラージヒル 2位
- 2021年オーベルストドルフ大会 ( ドイツ)
  - 個人ノーマルヒル 7位
  - 混合団体ノーマルヒル  3位
- 2023年プラニツァ大会 ( スロベニア)
  - 個人ノーマルヒル 15位
  - 個人ラージヒル 15位
  - 男子団体ラージヒル  3位

### フライング世界選手権
- 2014年ハラコフ大会 ( チェコ)
  - 個人 20位
- 2016年バート・ミッテルンドルフ大会 ( オーストリア)
  - 個人 11位
  - 団体 3位
- 2018年オーベルストドルフ大会 ( ドイツ)
  - 個人 31位
  - 団体 5位
- 2020年プラニツァ大会 ( スロベニア)
  - 個人 4位
  - 団体 6位
- 2022年ヴィケルスン大会 ( ノルウェー)
  - 個人 7位
  - 団体 4位
- 2024年バート・ミッテルンドルフ大会 ( オーストリア)
  - 個人 8位
  - 団体 2位

### ジュニア世界選手権
- 2009年シュトルブスケ・プレソ大会（ スロバキア）
  - 男子個人 7位
  - 男子団体 1位
- 2010年ヒンターツァルテン大会（ ドイツ）
  - 男子個人 1位
  - 男子団体 1位
- 2011年オテパー大会（ エストニア）
  - 男子団体 1位

### ワールドカップ
- 通算 優勝5回、2位8回、3位13回 (2024/25シーズンまで)

| シーズン | 順位 | ポイント |
| -------- | ---- | -------- |
| 2009/10  | 49.  | 54       |
| 2010/11  | 56.  | 28       |
| 2011/12  | 42.  | 70       |
| 2012/13  | 34.  | 163      |
| 2013/14  | 14.  | 439      |
| 2014/15  | 5.   | 1157     |
| 2015/16  | 4.   | 1301     |
| 2016/17  | 7.   | 814      |
| 2017/18  | 23.  | 245      |
| 2018/19  | 27.  | 228      |
| 2019/20  | 22.  | 350      |
| 2020/21  | 18.  | 347      |
| 2021/22  | 37.  | 117      |
| 2022/23  | 12.  | 688      |
| 2023/24  | 6.   | 882      |
| 2024/25  | 15.  | 587      |

### サマーグランプリ

#### 団体優勝
| No. | 日付          | 開催地             | 開催国 | 備考         |
| --- | ------------- | ------------------ | ------ | ------------ |
| 1.  | 2011年8月6日  | ヒンターツァルテン | ドイツ | ノーマルヒル |
| 2.  | 2012年8月18日 | ヒンターツァルテン | ドイツ | 混合         |

#### 個人
- 通算 3位2回 (2019シーズンまで)

| シーズン | 順位 | ポイント       |
| -------- | ---- | -------------- |
| 2009     | 40.  | 44             |
| 2009     | .    | （予選不通過） |
| 2011     | 18.  | 154            |
| 2012     | 21.  | 99             |
| 2013     | 78.  | 9              |
| 2014     | 9.   | 201            |
| 2015     | 64.  | 22             |
| 2016     | 10.  | 217            |
| 2017     | 65.  | 13             |
| 2018     | 39.  | 47             |
| 2019     | 45.  | 32             |
| 2021     | 75.  | 8              |
| 2022     | 51.  | 24             |
| 2023     | 54.  | 29             |
| 2024     | 35.  | 70             |

### コンチネンタルカップ
- 通算 優勝17回、2位6回、3位10回 (2022/23シーズンまで)

| シーズン | 順位 | ポイント |
| -------- | ---- | -------- |
| 2008/09  | 42.  | 211      |
| 2009/10  | 2.   | 714      |
| 2010/11  | 18.  | 400      |
| 2011/12  | 3.   | 834      |
| 2012/13  | 99.  | 72       |
| 2013/14  | 13.  | 350      |
| 2021/22  | 10.  | 608      |
| 2022/23  | 11.  | 660      |